# Kîiliv, Borîspil
Kîiliv (în ucraineană Кийлів) este un sat în comuna Holovuriv din raionul Borîspil, regiunea Kiev, Ucraina.

## Demografie
Componența lingvistică a localității Kîiliv
     Ucraineană (98,38%)
     Rusă (1,62%)
Conform recensământului din 2001, majoritatea populației localității Kîiliv era vorbitoare de ucraineană (98,38%), existând în minoritate și vorbitori de rusă (1,62%).